# Санрайз-Біч-Вілледж (Техас)
Санрайз-Біч-Вілледж (англ. Sunrise Beach Village) — місто (англ. city) в США, в окрузі Ллано штату Техас. Населення — 739 осіб (2020).

## Географія
Санрайз-Біч-Вілледж розташований за координатами 30°35′10″ пн. ш. 98°25′8″ зх. д. / 30.58611° пн. ш. 98.41889° зх. д. (30.586012, -98.418768).  За даними Бюро перепису населення США в 2010 році місто мало площу 5,94 км², з яких 4,37 км² — суходіл та 1,57 км² — водойми.

## Демографія
Згідно з переписом 2010 року, у місті мешкало 713 осіб у 366 домогосподарствах у складі 233 родин. Густота населення становила 120 осіб/км².  Було 901 помешкання (152/км²).
Расовий склад населення:
| - 98,5 % — білих - 0,4 % — корінних американців - 0,1 % — азіатів |

До двох чи більше рас належало 1,0 %. Частка іспаномовних становила 3,8 % від усіх жителів.
За віковим діапазоном населення розподілялося таким чином: 10,8 % — особи молодші 18 років, 50,4 % — особи у віці 18—64 років, 38,8 % — особи у віці 65 років та старші. Медіана віку мешканця становила 61,0 року. На 100 осіб жіночої статі у місті припадало 90,6 чоловіків;  на 100 жінок у віці від 18 років та старших — 91,0 чоловіків також старших 18 років.
Середній дохід на одне домашнє господарство  становив 83 691 долар США (медіана — 60 852), а середній дохід на одну сім'ю — 99 785 доларів (медіана — 67 000). Медіана доходів становила 49 250 доларів для чоловіків та 41 667 доларів для жінок. За межею бідності перебувало 13,3 % осіб, у тому числі 27,2 % дітей у віці до 18 років та 9,8 % осіб у віці 65 років та старших.
Цивільне працевлаштоване населення становило 296 осіб. Основні галузі зайнятості: освіта, охорона здоров'я та соціальна допомога — 19,6 %, роздрібна торгівля — 13,5 %, фінанси, страхування та нерухомість — 12,8 %.